# Mexikanska platån
Mexikanska platån, även kallad mexikanska högplatån eller mexikanska högslätten, är en stor platå i Mexiko, mellan de två stora bergskedjorna Sierra Madre Occidental och Sierra Madre Oriental. Platån omfattar en stor del av inre norra och centrala Mexiko och sträcker sig i nordsydlig riktning från gränsen mellan USA och Mexiko i norr till det transmexikanska vulkanbältet i söder, med de två stora bergskedjorna som gräns i öst och väst. I Zacatecas sträcker sig en lägre östvästlig bergskedja över platån och delar platån i en nordlig sektion, Mesa del Norte, och en sydlig sektion, Mesa Central.
Mesa del Norte, den nordliga och större sektionen, sträcker sig genom delstaterna Chihuahua, Coahuila, Durango, Zacatecas (norra) och San Luis Potosí, och har en genomsnittlig höjd på cirka 1 100 meter över havet. Den södra och mindre sektionen, Mesa Central, sträcker sig över delstaterna Aguascalientes, Jalisco (norra), Zacatecas (södra), Guanajuato, Querétaro och Michoacán (norra). Denna sektion är högre belägen på 1 800 till 2 300 meters höjd över havet, och har en genomsnittlig höjd på cirka 2 000 meter över havet.
Mesa del Norte har ett torrt klimat och Chihuahuaöknen täcker en stor del av sektionen, som är relativt glesbefolkad, med undantag av vissa floddalar där jordbruk bedrivs, och har få större städer, medan Mesa Central har ett fuktigare klimat, bördigare jordar för jordbruk och är tätare befolkad med flera större städer.